# Lost Without You (Delta Goodrem)
Lost Without You è una canzone pop scritta da Bridget Benenate e Matthew Gerrard, prodotta da quest'ultimo per l'album di debutto di Delta Goodrem, Innocent Eyes (2003). È stata pubblicata come secondo singolo dell'album il 28 febbraio 2003 in Australia ed in tutto il mondo nel corso dello stesso anno.